# 8e corps d'armée (France)
Pour les articles homonymes, voir 8e corps d'armée.
Le 8e corps d'armée est une unité de l'armée de terre de l'Armée française.

## Chefs du8ecorpsd’armée
- 1er septembre 1873 : général Ducrot
- 9 janvier 1878 : général Garnier
- 21 février 1881 : général Schneegans
- 21 février 1884 - 12 décembre 1887 : général Logerot
- 27 décembre 1887 : général Galland
- 24 décembre 1889 : général Cramezel de Kerhué
- 26 décembre 1893 : général Brugère
- 26 décembre 1896 : général Caillard
- 19 décembre 1900 - 17 août 1902 : général Godart
- 1er octobre 1902 - 24 avril 1906 : général Rau
- 9 mai 1906 - 9 mai 1909 : général d'Armagnac
- 15 mai 1909 : général Picard
- 3 décembre 1911 : général de Langle de Cary
- 17 décembre 1912 : général Foch
- 11 août 1913 : général Pouradier-Duteil
- 1er novembre 1913 : général Sarrail
- 24 avril 1914 - 11 octobre 1914 : général de Castelli
- 12 octobre 1914 : général Piarron de Montdésir
- 8 mai 1915 : général Cordonnier
- 3 août 1916 - 11 novembre 1918 : général Hély d'Oissel
- 8 août 1919 : général Boyer
- 17 octobre 1921 : général Janin
- 19 octobre 1924 - 16 janvier 1929 : général Fournier
- 2 septembre 1939 - 15 mai 1940 : général Frère
- 19 mai 1940 - 30 juin 1940 : général Desmazes
- général Gérard

## De 1870 à 1914

### Implantation
Le 8e corps d'armée est implanté dans la 8e région militaire qui comprend les départements du Cher, de la Côte-d'Or, de la  Nièvre et de Saône-et-Loire.
Les garnisons sont principalement installées à Bourges, Cosne-sur-Loire, Nevers, Autun, Chalon-sur-Saône, Mâcon, Dijon et Auxonne.

### Composition du8ecorpset de la8erégion
Infanterie du 8e corps d'armée
| - 15e DI (Dijon) - 29e brigade d'infanterie (Mâcon) - 56e RI (Chalon-sur-Saône) - 134e RI (Mâcon) - 30e brigade d'infanterie (Dijon) - 10e RI (Auxonne) - 27e RI (Dijon) | - 16e DI (Bourges) - 31e brigade d'infanterie (Bourges) - 85e RI (Cosne sur Loire) - 95e RI (Bourges - Camp d'Avord) - 32e brigade d'infanterie (Nevers) - 13e RI (Nevers) - 29e RI (Autun - Le Creusot) |

Infanterie territoriale de la 8e région militaire
| - 57e RIT (Auxonne) - 58e RIT (Dijon) | - 59e RIT (Chalon-sur-Saône) - 60e RIT (Mâcon) | - 61e RIT (Cosne sur Loire) - 62e RIT (Bourges) | - 63e RIT (Autun) - 64e RIT (Nevers) |

Cavalerie du 8e corps d'armée
- 8e brigade de cavalerie (Dijon)
  - 8e régiment de chasseurs à cheval (Auxonne)
  - 16e régiment de chasseurs à cheval (Beaune)
  - 26e régiment de dragons (Dijon)

Cavalerie territoriale de la 8e région militaire
- Escadron de cavalerie légère territoriale (Beaune)
- Escadron de dragons territoriaux (Dijon)

Artillerie du 8e corps d'armée
- 8e brigade d'artillerie (Bourges)
  - 1er RA (Bourges)
  - 37e RA (Bourges)

Artillerie territoriale de la 8e région militaire
- - Groupe du 1er RA (Bourges)
  - Groupe du 37e RA (Bourges)

Unités de services
| - 8e bataillon de génie territorial (???) - 1re compagnie d'artificiers (Bourges) - 8e compagnie d'ouvriers d'artillerie (Bourges) - 8e compagnie de remonte (Mâcon) - 8e escadron du train des équipages (Dijon) - 8e escadron territorial du train des équipages (Dijon) | - 8e section de secrétaires d'état major et du recrutement (Bourges) - 8e section de commis et ouvriers militaires d'administration (Dijon) - 8e section d'infirmiers militaires (Dijon) - 8e légion de gendarmerie (Bourges) - Hôpitaux militaires de Bourges et de Dijon - Prison militaire de Bourges |

## Première Guerre mondiale

### Composition

#### Composition à la mobilisation de 1914
Venu de la région de Bourges - Dijon, il était composé de Berrichons, de Bourguignons et de Nivernais. Il comptait dans ses effectifs l'ancien régiment des fusiliers du Roi, le 1e régiment d'artillerie, qui s'illustra à la défense de Huningue, et dont il est écrit :

« Les canonniers du 1er régiment ont fait des prodiges de valeur qui ont excité l'admiration même de l'ennemi. »
Il est subordonné, au début de la Première Guerre mondiale à la Ire armée.
15e division d'infanterie
- 29e brigade :

56e régiment d'infanterie
134e régiment d'infanterie
- 30e brigade :

10e régiment d'infanterie
27e régiment d'infanterie
- Cavalerie : 16e régiment de chasseurs (1 escadron)
- Artillerie : 48e régiment d'artillerie de campagne (trois groupes 75)
- Génie : 4e régiment du génie (compagnie 8/1)

16e division d'infanterie
- 31e brigade :

85e régiment d’infanterie
95e régiment d’infanterie
- 32e brigade :
  - 13e régiment d’infanterie
  - 29e régiment d’infanterie
- Cavalerie : 16e régiment de chasseurs (1 escadron)
- Artillerie : 1er régiment d'artillerie de campagne (trois groupes 75)
- Génie : 4e régiment du génie (compagnies 8/2)

Eléments organiques
- Régiments d'infanterie (rattachés au 8e CA) :

210e régiment d'infanterie
227e régiment d'infanterie
- Cavalerie (rattachée au 8e CA) : 16e régiment de chasseurs (4 escadrons)
- Artillerie (rattachée au 8e CA) : 37e régiment d'artillerie de campagne (4 groupes 75)
- Génie (rattaché au 8e CA) : 4e régiment du génie (compagnies 8/3, 8/4, 8/ 16, 8/21)
- Autres (rattaché au 8e CA) :

8e escadron du train des équipages militaires
8e section de secrétaires d'état-major et du recrutement
8e section d'infirmiers militaires
8e section de commis et ouvriers militaires d'administration

#### Compositions au 26 avril 1917
- 16e DI, 34e DI, 19e DI, 20e DI

### Historique

#### 1914
- 2 - 10 août : transport par V.F. dans la région de Bayon, Châtel-sur-Moselle ; concentration dans la région Châtel-sur-Moselle, Saint-Boingt.
- 10 - 14 août : mouvement vers la Meurthe, dans la région Fraimbois, Glonville ; stationnement.
- 14 - 21 août : mouvement offensif en direction de Lorquin et de Sarrebourg.

14 août : combat à Domèvre et à Blâmont.
18 août : occupation de Sarrebourg.
19 - 20 août : combats vers Réding et Gosselming. (Bataille de Sarrebourg).
- 21 - 25 août : repli derrière la Mortagne, vers Hablainville, Essey-la-Côte.
- 25 août - 13 septembre : reprise de l'offensive. Engagé dans la bataille de la Mortagne. Combats vers Mattexey, Deinvillers, Rozelieures, Magnières, Moyen, Vallois. Puis le 12 septembre, progression jusqu'à la Meurthe.
- 13 - 19 septembre : retrait du front et transport par V.F. de la région Charmes, Bayon, dans la région de Saint-Mihiel ; repos. À partir du 17 septembre, opérations sur les Hauts-de-Meuse et en Woëvre (combat vers Woël et Doncourt-aux-Templiers).
- 19 - 29 septembre : transport par V.F. dans la région de Sainte-Menehould. À partir du 26 septembre, mouvement vers Saint-Mihiel.
- 29 septembre 1914 - 4 avril 1915 : engagé dans la bataille de Flirey. Combat vers Apremont et le bois d'Ailly. Puis stabilisation et occupation d'un secteur dans la région sud d'Apremont, bois d'Ailly, Kœur-la-Grande. Guerre des mines et actions locales répétées.

#### 1915
- 4 avril 1915 - 18 septembre 1916 : engagé dans la première bataille de Woëvre. Du 5 au 10 avril, du 20 au 22 avril puis les 7 et 8 juillet 1915, combats violents au bois d'Ailly et vers Apremont. Puis stabilisation du front.

1er février 1916 : secteur étendu à gauche jusqu'aux Paroches.
18 mars : secteur étendu à gauche, jusqu'au ruisseau de Dompcevrin.
28 mai : secteur étendu à droite, jusqu'à l'étang de Vargévaux.

#### 1916
- 18 septembre - 25 décembre : retrait du front et mouvement vers la région de Bayon. À partir du 23 septembre, instruction au camp de Saffais. À partir du 28 novembre, transport par V.F. dans la région de Crèvecœur-le-Grand.
- 25 décembre 1916 - 9 janvier 1917 : mouvement vers le front, à partir du 28 décembre occupation d'un secteur dans la région est de Berny et de Belloy-en-Santerre.

#### 1917
- 9 - 28 janvier : retrait du front, repos et instruction dans la région de Poix, Aumale. À partir du 22 janvier, transport par V.F. dans la région de Sainte-Menehould ; repos.
- 28 janvier - 22 mars : occupation d'un secteur vers le Four-de-Paris et Maisons de Champagne.
- 22 mars - 4 avril : retrait du front, mouvement vers Saint-Hilaire-au-Temple, puis vers Ambonnay.
- 4 - 26 avril : occupation d'un secteur vers Prosnes et la ferme des Marquises. Engagé dans la bataille des monts de Champagne.

17 avril : progression vers la crête du mont Blond, mont Cornillet. Puis organisation des positions conquises.
- 26 avril - 10 mai : retrait du front ; repos à Athis, puis le 6 mai à Dommartin-la-Planchette.
- 10 mai 1917 - 15 juillet 1918 : occupation d'un secteur vers le Four-de-Paris et la Courtine.

6 février 1918 : réduction du front à droite jusqu'au bois de Beaurain.
14 février : attaque française sur la Galoche.
1er mars : violente contre-attaque allemande dans la même région. À la fin de mars et au début avril, fréquentes actions locales de part et d'autre.
1er juin : extension du front à gauche jusque vers Tahure.
1er juillet : réduction à gauche jusqu'aux Mamelles.
4 juillet : extension à droite jusqu'au ravin de la Houyette.

#### 1918
- 15 juillet - 29 août : Engagé dans la quatrième bataille de Champagne ; résistance sur la position principale.

16 juillet : réduction du front à droite jusqu'au bois de Beaurain.
À partir du 18 juillet, engagé dans la deuxième bataille de la Marne ; progression vers l'ancienne première ligne, puis organisation des positions conquises.
23 juillet : réduction du secteur à gauche,jusqu'au nord-est du Mesnil-lès-Hurlus.
21 août : limite droite portée au nord-est de Vienne-le-Château.
- 29 août - 14 septembre : retrait du front, mouvement vers Châlons-sur-Marne, Coolus ; transport vers Chantilly, puis à partir du 8 septembre vers Senlis.
- 14 - 23 septembre : mouvement vers le front, à partir du 17 septembre, occupation d'un secteur vers Quincy-Basse, Barisis-aux-Bois.
- 23 septembre - 15 octobre : retrait du front et à partir du 24 septembre, occupation d'un nouveau secteur vers Barisis-aux-Bois et la région est de Tergnier.

25 septembre : secteur étendu à gauche vers Vendeuil et le 27 septembre vers Hinacourt. À partir du 27 septembre, engagé dans la bataille de Saint-Quentin. Progression jusqu'aux abords de la Fère, Vendeuil, région est d'Urvillers.
8 octobre : réduction du secteur à gauche jusque vers Vendeuil.
9 - 10 octobre : progression jusqu'à l'Oise, atteinte entre Moy et Bernot. Stabilisation du front.
- 15 octobre - 5 novembre : engagé dans la bataille de Mont-d'Origny, puis dans celle de la Serre. Les 18 et 19 octobre, puis du 25 au 27 progression en partant du front La Fère, Vendeuil, jusqu'à la route reliant Guise à Laon (à l'est de Chevresis-Monceau).
- 5 - 11 novembre : engagé dans la deuxième bataille de Guise puis dans la poussée vers la Meuse. Poursuite suivant l'axe Sains-Richaumont, Hirson, bois de Thiérache. Lors de l'armistice, des éléments du corps d'armée atteignent la route Chimay, Baileux.

### Rattachement
- 1re armée

2 août - 16 septembre 1914
27 septembre 1914 - 23 septembre 1916
23 septembre - 11 novembre 1918
- 2e armée

16 - 19 septembre 1914
- 3e armée

19 - 20 septembre 1914
23 - 27 septembre 1914
5 - 13 septembre 1918
- 4e armée

20 - 23 septembre 1914
22 janvier 1917 - 5 septembre 1918
- 10e armée

28 novembre 1916 - 22 janvier 1917
13 - 23 septembre 1918
- Détachement d'armée de Lorraine

23 septembre - 28 novembre 1916

## Entre-deux-guerres
Le 8e corps d'armée est réorganisé le 31 décembre 1923, associé à la 8e région militaire de Dijon :

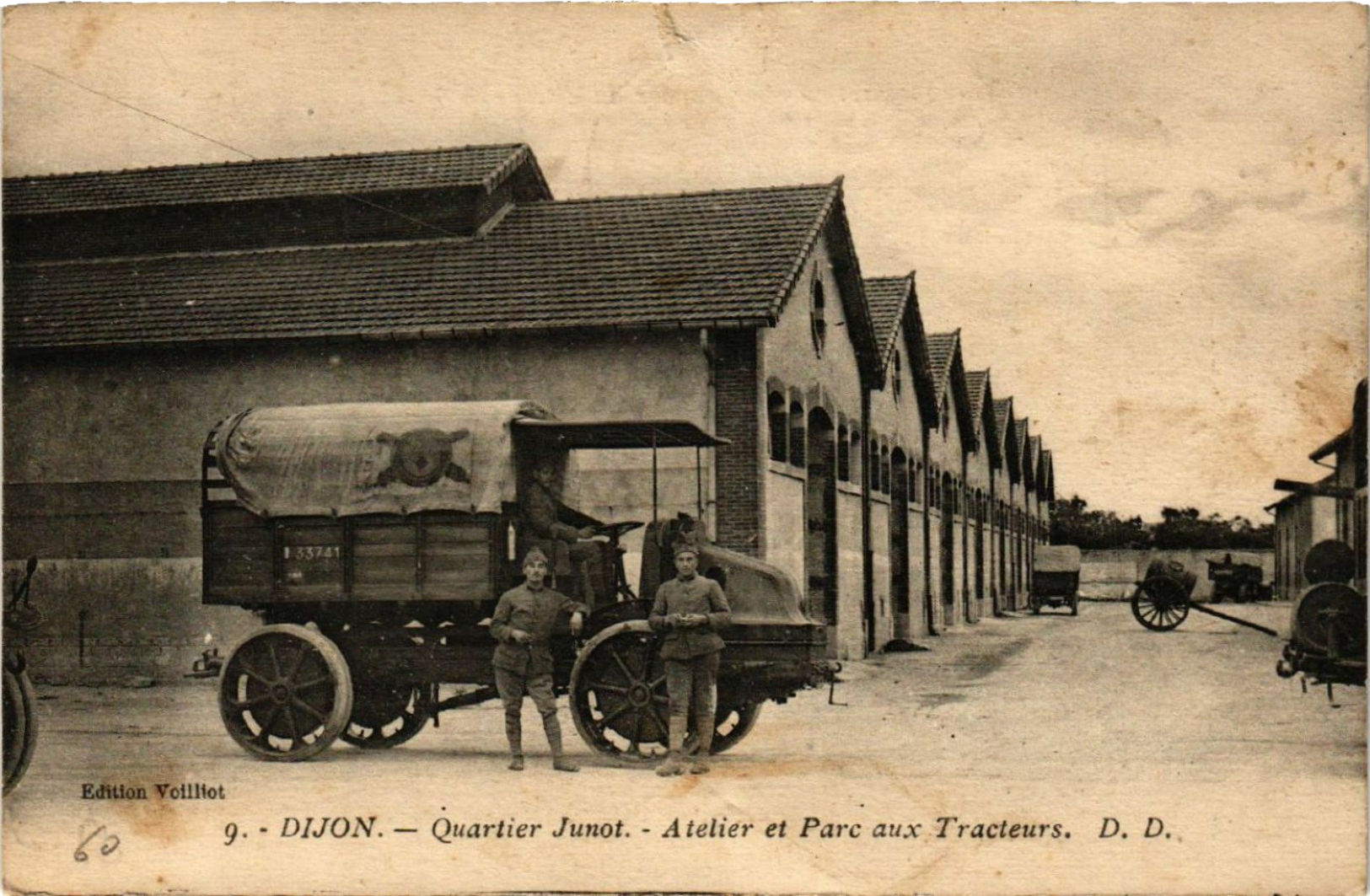
Un tracteur TAR à la caserne du d'artillerie lourde à tracteurs à Dijon vers la fin des années 1920.

- État-major et directions des services à Dijon
- 15e division d'infanterie :
  - Quartier général à Dijon
  - 4e régiment d'infanterie à Auxerre et Sens
  - 27e régiment d'infanterie à Dijon et Autun
  - 134e régiment d'infanterie à Chalon-sur-Saône et Mâcon
  - 5e bataillon de chasseurs mitrailleurs à Troyes
  - 1er régiment d'artillerie divisionnaire à Auxonne
  - Une partie du 306e régiment d'artillerie portée de Troyes
- 16e régiment de chasseurs à cheval à Beaune
- 186e régiment d'artillerie lourde à tracteurs à Dijon
- Services :
  - 8e compagnie d'ouvriers à Djion
  - 8e escadron du train à Dijon et Joigny
  - 8e section de commis et ouvriers militaires d'administration à Djion
  - 8e section d'infirmiers militaires à Djion
- 8e légion de gendarmerie
- Unités de gendarmerie mobile

## Seconde Guerre mondiale
En mai 1940, le 8e corps d'armée, commandé par le général Frère, est rattaché à la 5e armée au sein du 2e groupe d'armées (Théâtre d'Opération du Nord-Est). Sa constitution est alors :
Reconnaissance
- 10e groupe de reconnaissance de corps d'armée

Grandes unités
- 24e division d'infanterie
  - 28e groupe de reconnaissance de division d'infanterie
  - 50e régiment d'infanterie
  - 63e régiment d'infanterie
  - 78e régiment d'infanterie
  - 21e régiment d'artillerie divisionnaire
  - 221e régiment d'artillerie lourde divisionnaire

- Secteur Fortifié de Rohrbach
- 31e division d'infanterie alpine

23e groupe de reconnaissance de division d'infanterie
15e régiment d'infanterie alpine
81e régiment d'infanterie alpine
96e régiment d'infanterie alpine
56e régiment d'artillerie divisionnaire
256e régiment d'artillerie lourde de montagne
Artillerie
- 108e régiment d'artillerie lourde à tracteurs

Unités non endivisionnées
- 608e régiment de pionniers
- 108/1 compagnie de sapeurs mineurs
- 108/2 compagnie de sapeurs mineurs
- 108/16 compagnie d'équipage de ponts
- 108/21 compagnie de parc du génie
- 108/81 compagnie télégraphiste
- 108/82 compagnie radio
- 108/83 compagnie colombophile
- 258/8 compagnie hippomobile
- 358/8 compagnie auto
- 108/8 groupe d'exploitation
- 208/8 compagnie de ravitaillement en viande
- 8e ambulance médicale hippomobile
- 208e ambulance chirurgicale légère
- 8e groupe  sanitaire de ravitaillement hippomobile
- 8e section hygiène lavage désinfection

## Sources et bibliographie
- L'armée française en 1901, Roger de Beauvoir, éditions Plon-Nourrit & Cie, 1901.
- (fr) Service historique de l'armée de terre, Inventaire sommaire des archives de la Guerre 1914-1918, Troyes, Imprimerie « la Renaissance », 1969, 691 p., (BNF 35127448).
- Service historique de l'état-major des armées, Les Armées françaises dans la Grande guerre, Paris, Impr. nationale, 1922-1934, onze tomes subdivisés en 30 volumes (BNF 41052951) :
  - AFGG, vol. 1, t. 10 : Ordres de bataille des grandes unités : grands quartiers généraux, groupe d'armées, armées, corps d'armée, 1923, 966 p. (lire en ligne).